# Јоне Нгову
Јоне Нгову (енгл. Jone Qovu; 27. август 1985) професионални је рагбиста и репрезентативац Фиџија, који тренутно игра за француски клуб Расинг 92. За Фиџи је дебитовао у јуну 2005. Био је део репрезентације Фиџија на светском купу 2007. и одиграо је један меч у групној фази против Валабиса. За репрезентацију Фиџија постигао је 1 есеј у 13 тест мечева, а за Расинг је постигао 9 есеја у 45 утакмица. 